# Princes Risborough
Pour les articles homonymes, voir Risboroug.
Princes Risborough  est un bourg touristique du Buckinghamshire, en Angleterre. Il se trouve entre les villes de High Wycombe (13 km au sud-est) et Aylesbury (à 15 km au nord). La ville se trouve au pied des collines Chilterns, à l'extrémité nord de la vallée (l'autre extrémité débouche sur le bourg de West Wycombe). Elle compte 8 200 habitants.
Ce fut au Moyen Âge une paroisse et un domaine d'Édouard le Prince Noir (d'où son nom) défendue par un manoir, qui englobait d'ailleurs aussi la commune de Lacey Green, devenue autonome au XIXe siècle. Le fief était une bande de terrain étroite et étirée (strip parish) tout au long des escarpements de Chiltern, qu'il englobait en partie, allant de Longwick au nord et englobant Alscot, le domaine de Princes Risborough, Loosley Row et Lacey Green jusqu'à Speen et Walters Ash au sud. Depuis 1934, la paroisse civile de Princes Risborough comprend le bourg de Princes Risborough, le village de Monks Risborough (sans ses hameaux) et une partie de Horsenden. Elle est rattachée au Wycombe district du Buckinghamshire.
Le bourg est dominé par la Croix de Whiteleaf, un géoglyphe creusé dans craie des collines (mais cette croix se trouve sur le territoire de la commune de Monks Risborough).

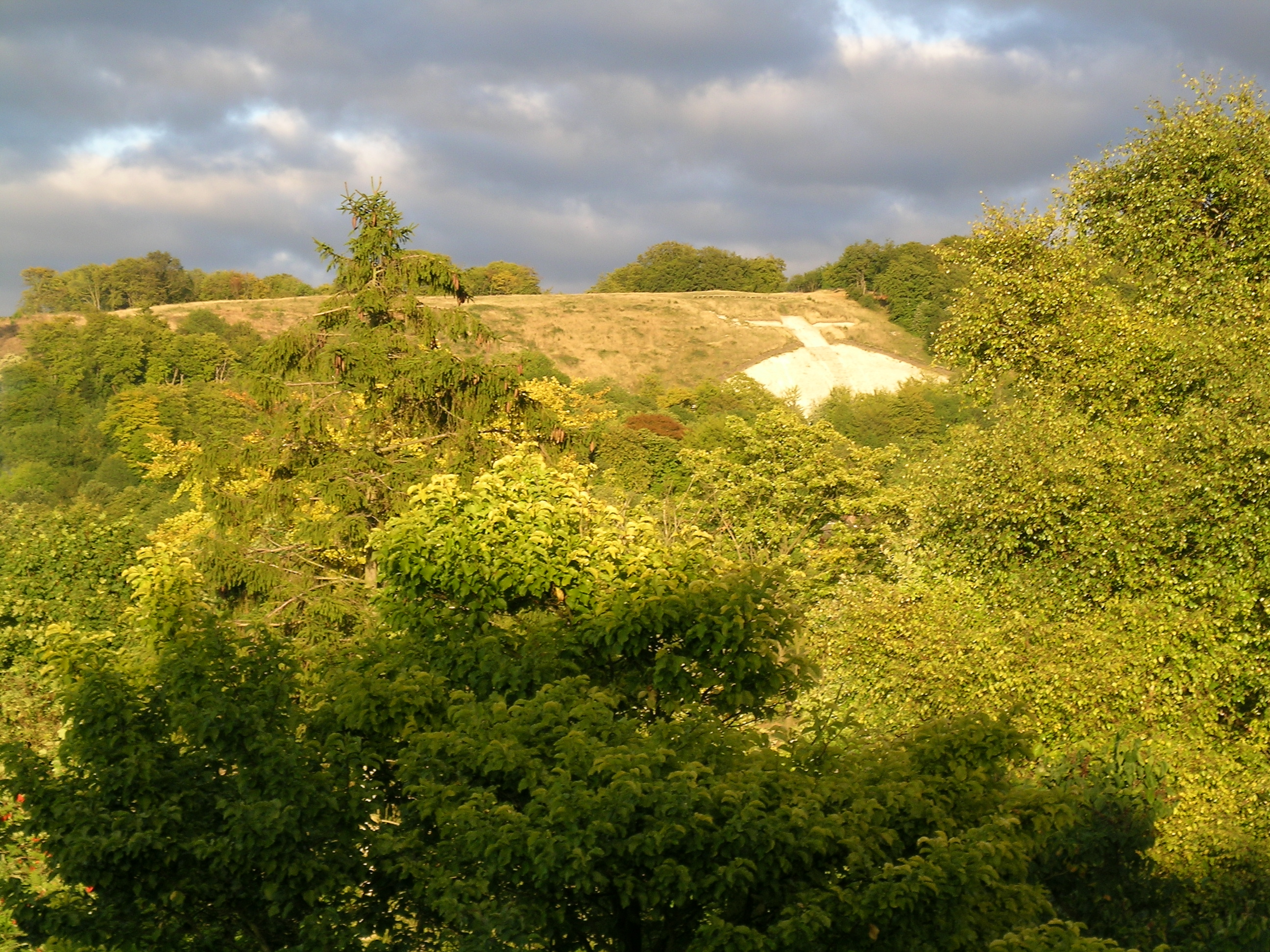
La croix de Whiteleaf est un géoglyphe des collines crayeuses de Chiltern.

## Toponymie
Risborough signifie « collines broussailleuses ». On y retrouve les deux radicaux vieil-anglais : hrisen, (adjectif dérivé de hris, taillis ou broussaille), et beorg (colline), au pluriel hrisenan beorgas. Dans les sources, l'orthographe est très variable.
Au XIIIe siècle, le fief est cité comme Magna Risberge (Great Risborough), pour l'opposer à Parva Risberge qui désignait alors Monks Risborough. Plus tard, il est nommé Earls Risborough et enfin, lorsque le manoir échut au Prince Noir, Princes Risborough.

## Personnalités liées à la ville
- Alfredo Campoli (1906–1991), violoniste britannique, italien de naissance, souvent désigné simplement Campoli, y est mort ;
- Edward Stone (1702–1768), recteur de l'église anglicane de son vivant, connu pour avoir été le premier scientifique à documenter les vertus médicinales de l'écorce de saule, y est né.